# 2028年冬季ユースオリンピック
2028年冬季ユースオリンピック（2028ねんとうきユースオリンピック）は、2028年にイタリアのドロミーティ・ヴァルテッリーナ地方で開かれる予定の第5回冬季ユースオリンピック。ドロミーティ・ヴァルテッリーナ2028（Dolomiti Valtellina 2028）と呼称される。最優先候補地としてIOCはイタリアのドロミーティ・ヴァルテッリーナ地方を指名し、2025年にローザンヌで開かれたIOC総会で開催が承認された。

## 立候補都市
- イタリア ドロミーティ地方（トレンティーノ＝アルト・アディジェ州）、ヴァルテッリーナ地方（ロンバルディア州）
  - 最優先候補地に選ばれていた。
- ボスニア・ヘルツェゴビナ サラエボ
- アメリカ合衆国 レークプラシッド